# Първа конна бригада
Първа конна бригада е българска кавалерийска бригада формирана през 1883 година, взела участие в Балканската (1912 – 1913), Междусъюзническата (1913), Първата (1915 – 1918) и Втората световна война (1941 – 1945).

## Формиране
Първа конна бригада е формирана през 1883 година в София, като в състава ѝ влизат 1-ви и 2-ри конен полк.

## Балкански войни (1912 – 1913)
По време на Балканската война (1912 – 1913) бригадата влиза в състава на Кавалерийската дивизия и при мобилизацията има следното командване и състав:

### Командване и състав
- Командир на бригадата – полковник Петър Салабашев
- Началник на щаба на бригадата -
- Командир на 1-ви конен полк – подполковник Стефан Салабашев
- Командир на 2-ри конен полк – полковник Недялко Тодоров
- Командир на 5-ви конен полк – подполковник Иван Табаков

## Първа световна война (1915 – 1918)
По време на Първата световна война (1915 – 1918) бригадата влиза в състава на 1-ва армия, като охранява левия ѝ фланг. По-късно е включена в отряда на ген. Никола Рибаров от 2-ра армия и получава задача да участва в удържането на сръбския натиск на гилянския фронт. На 2 ноември 1915 г. излиза от състава на 3-та пехотна балканска дивизия и изпратена в района на гр. Прешово. По-късно е включена в състава на 1-ва конна дивизия и действа на Добруджанския фронт. След излизането на Румъния от войната бригадата е предислоцирана на южния фронт в състава на 4-та армия.
Командване и състав на бригадата към 1 – 14 октомври 1915 година:

### Командване и състав
- Командир на бригадата – полковник Иван Стойков
- Началник на щаба на бригадата – ротмистър Петко Златев
- Командир на Лейбгвардейския конен полк – подполковник Паун Бананов
- Командир на 1-ви конен полк – полковник Константин Михайлов
- Командир на 26-и пехотен пернишки полк – от Генералния щаб, подполковник Сава Мъдров
- 2-ро отделение от 3-ти скорострелен артилерийски полк
- 1-во нескорострелно артилерийско отделение

Към 1 октомври 1915 г. бригадата разполага със следния числен състав, добитък, обоз и въоръжение:
| Числен състав                                       | Добитък               | Обоз                                                     | Въоръжение                                                 |
| --------------------------------------------------- | --------------------- | -------------------------------------------------------- | ---------------------------------------------------------- |
| Офицери: 12 Чиновници: 6 Подофицери и войници: 6086 | Коне: 3040 Волове: 10 | Обикновени коли: 203 Товарни коли: 504 Специални коли: 2 | Пушки и карабини: 3966 Картечници: 4 Оръдия: 30 Саби: 1384 |

## Втора световна война (1941 – 1945)
През Втора световна война (1941 – 1945) в състава на бригадата влизат 1-ви и 2-ри конен полк. Част е от 5-а армия.
На 10 септември 1944 година бригадата получава заповед за изтегляне от Скопския гарнизон в посока Куманово-Крива паланка-Кюстендил. При опита да бъде разоръжена от германските войски и от сръбските партизани бригадата успява да се спаси. Първи конен полк пристига в София на 19 септември 1944, а 2-ри на 19 септември 1944. Няколко дни след това отново се отправя към фронта като част от две дружини. Части от 1-ви конен полк влизат в 42-ри, а част от състава на 2-ри конен полк влиза в 13-и пехотен рилски полк. В редовете на пехотните полкове частите на бригадата достигат до Скопска Черна гора и Урошевац.

### Командване и състав
- Командир на бригадата – полковник Асен Йонов
- Командир на 1-ви конен полк – полковник Иван Иванов (от 14 септември 1944)
- Командир на 2-ри конен полк – подполковник Никола Николов (от 14 септември 1944)

## Командири
- Полковник Петър Салабашев (от 12 февруари 1904)
- Полковник Стефан Салабашев (1913 – 17 август 1913)
- Полковник Иван Колев (21 октомври 1913 – 1 ноември 1914)
- Полковник Иван Стойков (1 ноември 1914 – 17 ноември 1915)
- Полковник Константин Михайлов (12 ноември 1915 – 1 ноември 1916)
- Полковник Сава Вуйчев (от декември 1916)
- Полковник Никола Кметов (1918 – 1919)
- Полковник Младен Филипов (1929 – 1933)
- Полковник Константин Златанов (1933 – 1934)
- Полковник Васил Попов (1934 – 1935)
- Полковник Александър Несторов (1935 – 1936)
- Полковник Асен Йонов (от 1944)